# José Carlos Chacorowski
José Carlos Chacorowski CM (ur. 26 grudnia 1956 w Kurytybie) – brazylijski biskup katolicki polskiego pochodzenia, biskup Caraguatatuby od 2013. 

## Życiorys
Święcenia kapłańskie przyjął w 1980 z rąk papieża Jana Pawła II, który przebywał wtedy w Brazylii z wizytą apostolską. Po święceniach pełnił różne funkcje, m.in. w latach 1982-1987 był misjonarzem w Demokratycznej Republice Konga oraz zajmował się duszpasterstwem podróżujących (1987-1996). Był także duszpasterzem Córek Miłosierdzia (1996-2005 oraz 2009-2010).
22 grudnia 2010 został mianowany biskupem pomocniczym archidiecezji São Luís w stanie Maranhão oraz tytularnym biskupem Casae Nigrae. Sakry biskupiej udzielił mu abp José Belisário da Silva, współkonsekratorem był m.in. inny brazylijski biskup polskiego pochodzenia – Ladislau Biernaski.
19 czerwca 2013 papież Franciszek mianował go biskupem ordynariuszem Caraguatatuby. Ingres odbył się 17 sierpnia 2013.